# O Velho, o Menino e o Burro
O Velho, o Menino e o Burro foi uma telenovela brasileira produzida e exibida pela TV Tupi, de 14 de abril de 1975 a 10 de janeiro de 1976.
Foi escrita por Carmem Lídia e dirigida por Antônio Moura Mattos.
Dos 184 capítulos originalmente exibidos, apenas 14 foram preservados, estando sob a guarda da Cinemateca Brasileira.

## Sinopse
A novela contava as incursões sem destino de um velho e um garoto, sempre acompanhados de um burrinho falante.

## Elenco
- Dionísio Azevedo - Velho Gui
- Sadi Cabral - Velho Gui
- Douglas Mazzola - Peto
- Liza Vieira - Regina
- Geny Prado - Santa
- Rogério Márcico - Martins
- Eudósia Acuña - Sofia
- Xandó Batista - Candinho
- Patrícia Mayo - Helena
- Carmem Marinho - Bela
- Oswaldo Mesquita - Araújo
- Paulo Hesse - Padre Pinto
- Eduardo Abbas - Galdino
- Leonor Navarro - Dona Mocinha
- Luiz Carlos de Moraes - Zeca
- Yara Lins - Dona Mariquinha
- Linda Gay - Lucinda
- Régis Monteiro - Álvaro
- Marcos Plonka - Petrônio
- Ana Luíza Lancaster - Soninha
- João Luiz de Almeida - Nico
- Cleide Ruth - Alice
- Marilene de Carvalho - Tina
- Ênis Furlani Jr. - Cacaio
- Lucila Lancaster
- Maracy Mello
- Léa Camargo
- Antônio Francisco Chaves

- Zé Luís Pinho - Jé (a voz do burro)
- Jacques Lagoa - Cláudio
- Jorge Coutinho - Alfredinho
- J. França - Federal
- Marcos Lander - Cicatriz
- Antônio Carlos Estêvão - Vitor
- Genésio de Almeida Jr. - Hugo

## Trilha sonora
- "Spicks And Specks" - The Eleven Brothers
- "Love Won't Let Me Wait" - Major Harris
- "Vulcan Princess - Stanley Clarke
- "Better By Far" - Lena Martell
- "Killed a Cat" - Kenny Rankin
- "La Canción de Arbol del Olvido" - Ernesto Bitetti
- "Show Your Love" - The Image
- "Spring Of 1912" - Brotherhood Of Men
- "Let Me Try Again" - Berto Pisano
- "Recuerdos de La Alhambra" - Ernesto Bitetti
- "Melody Fair" - The Eleven Brothers

Sonoplastia: Otávio da Silva Jr.
Coordenação de repertório: Alberto Ferreira
Produção musical: Cayon Gadia